# 不随意運動
不随意運動（ふずいいうんどう、involuntary movement）とは、意志に基づかない運動のこと。対となる用語は随意運動である。

## 不随意運動の診察
不随意運動に関して分析を行う場合は以下の点に関して注目する。
どこに出るのか。
全身に分布するのか、半身か、一肢だけか、一つの髄節で支配された筋肉、ひとつの筋肉かといった点に注目する。
いつ出るのか
安静時か、計算や会話などストレス時なのか、姿勢保持時か、運動時かといった点に注目する。
いつ出ないか
どういう時に出ないか、寝ている時に止まるのか、意図的に止められるのかに注目する。
どのように出るか
規則的か不規則か、遅いか速いか、大きいか小さいか、運動のパターンが単純か複雑か。
上記の分析を行うためにビデオ撮影を行うことが多い。また不随意運動を正確に判断するには表面筋電図が用いられる。筋電図の解析によって、筋放電の出現部位、律動性、周波数、持続時間、相反性、同期性などが客観的な数字によってとらえることができる。不随意運動は最初に律動性（周期性）の是非を判定する。一定のリズムで反復していれば律動性の不随意運動と判定し振戦かミオクローヌスを考える。一方、不随意運動の方向や周期、振幅が不規則ならば舞踏運動、バリスム、アテトーゼ、ジスキネジアを考える。非律動性の不随意運動である舞踏病、バリスム、アテトーゼ、ジスキネジアの責任病巣は大脳基底核（尾状核、被殻-淡蒼球-視床下核）である。

## 運動制御の生理学
大脳皮質、大脳基底核、小脳が運動制御では重要視される。特にAlexander and Crutcherによる運動ループモデルは多くの不随意運動の解析で有効である。

### 大脳皮質
典型的な大脳皮質は組織学的は6層に識別できる。Ⅰ層は分子層、Ⅱ層は外顆粒層、Ⅲ層は外錐体細胞層、Ⅳ層は内顆粒層、Ⅴ層は内錐体細胞層、Ⅵ層は多形細胞層と言われている。一次運動野ではⅣ層の内顆粒層が薄いがⅤ層の内錐体細胞層は厚く、ここにBez巨細胞が認められる。大脳皮質の入出力に関してまとめる。大脳皮質は末梢からの求心性線維の大部分を、視床を介した視床皮質路として受け取る。皮質への入力はそれぞれの皮質領野に対応した視床からⅣ層とⅥ層に終止するがⅣ層が主要なものである。皮質間のやり取りに関与するのは交連線維と連合線維である。交連線維は脳梁を介して左右の半球間を結合し、連合線維は同一半球内の皮質領野間を結合する。大脳皮質から遠心路は原則として第Ⅴ層の錐体細胞に起始する。例外は2つあり一つは皮質から視床への遠心性線維の大部分は第Ⅳ層に起始する。皮質から線条体への投射の一部に第Ⅲ層に起始するものがある。連合線維と交連線維は、主として第Ⅲ層の錐体細胞に始まる。

### 大脳基底核
大脳基底核は一般的に尾状核、被殻、淡蒼球、視床下核、黒質が含まれる。小脳と異なる点としては大脳基底核には直接感覚入力が入らない点、脊髄に直接投射線維を送っていない点があげられる。淡蒼球は系統発生としては古い。内側髄板で淡蒼球外節（GPe）と淡蒼球内節（GPi）に分かれ、それぞれ脳の全く異なった部分と線維連絡をする。尾状核と被殻は系統発生として比較的新しく一括して線条体といわれる。視床下核（STN）と黒質は中脳にある。中脳の黒質は背側の緻密層（SNc）と腹側の網様層（SNr）にわかれ淡蒼球と同様に脳の全く異なった部分と連絡している。淡蒼球内節（GPi）と黒質網様層（SNr）は大脳基底核の主たる出力線維を出している点で類似している。
線条体や淡蒼球の腹側にある側坐核（NAS）や嗅球（OT）も基底核に含まれることがある。

#### Alexander and Crutcherによる運動ループモデル
大脳皮質は直接感覚入力を受けないが大脳皮質感覚野から線条体に感覚入力があり、視床へ投射することによって、視床に入ってきたい感覚運動連関のニューロン発火を調節している。また脊髄に直接投射していないが、皮質脊髄路や赤核脊髄路、網様体脊髄路の活動に影響を与えることができる。大脳基底核は広範囲の大脳皮質からの被殻で入力を受け、視床を通じて同じ領域に線維を送り返している。入力は主として運動野、体性感覚野、前頭前野、大脳辺縁系からである。大脳基底核の中では多くのループが並走しておりparallel loopとなっている。それぞれ入出力関係のある大脳皮質によって運動ループ、眼球運動ループ、背外側前頭前野ループ、前帯状回ループの４つに分かれる。運動制御に関係するループは運動ループと眼球運動ループである。運動ループと関係する皮質は主として補足運動野や運動前野であり眼球運動ループと関係する皮質は主として補足眼野や前頭眼野である。1990年代Alexander and Crutcherによる運動ループモデルが提唱され、2012年現在でも基底核疾患を理解する上で有用である。

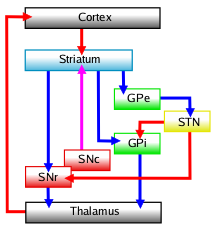
Striatum: 線条体; GPe: 淡蒼球外節; GPi: 淡蒼球内節; STN: 視床下核; SNc: 中脳緻密層; SNr: 黒質網様層

ドーパミンD1受容体およびD2受容体は線条体ニューロンに存在する。ドーパミンD1受容体は興奮性であり、D2受容体は抑制性である。それぞれの線条体ニューロンはGABA作動性である。D1受容体をもつ線条体ニューロンは黒質網様層(SNr)や淡蒼球内節(GPi)に軸索を送っており線条体黒質路といわれる。D2受容体のニューロンは淡蒼球外節(GPe)に軸索を線条体淡蒼球路へ送っている。黒質緻密層（SNc）から黒質線条体路を通じて放出されたドーパミンは、D1受容体を通じて線条体黒質路興奮させ、D2受容体がいかに通じて線条体淡蒼球路を抑制する。D1受容体、D2受容体がいかに活性化されたかの評価でしばしばニューロペプチドを調べることがある。D1受容体ではサブスタンスPやジノルフィンである。D2受容体ではエンケファリンである。これらはGABAとともに産出される。
D1受容体が刺激されると黒質網様層(SNr)や淡蒼球内節(GPi)がGABAによって抑制される。黒質網様層(SNr)と淡蒼球内節(GPi)は視床にGABA作動性ニューロンを送っているため抑制の抑制となり視床は興奮する。視床は大脳皮質に興奮性ニューロンを送っている。ドーパミンD1受容体を介した皮質-線条体-黒質網様層/淡蒼球内節-視床-皮質のループを直接路という。直接路のドーパミン放出によりD1受容体が刺激されると皮質には興奮性の神経伝達物質が増加する。D2受容体が刺激されると線条体淡蒼球路は抑制され、淡蒼球外節（GPe）が抑制される。淡蒼球外節（GPe）は視床下核（STN）にGABA作動性の抑制性のニューロンを黒質網様層(SNr)と淡蒼球内節(GPi)に送っている。ドーパミンD2受容体を介した皮質-線条体-淡蒼球外節-視床下核-黒質網様層/淡蒼球内節-視床-皮質ループを間接路という。間接路は
黒質緻密層（SNc）興奮によるドーパミン放出によりD2受容体が刺激を受けると視床は興奮する。間接路に大脳皮質から線条体へ興奮性の刺激が入力されると視床は抑制され、その結果、大脳皮質も抑制される。
大脳皮質からのグルタミン酸を介した興奮性入力では直接路では抑制性シナプスが2つあるため結局大脳皮質へは興奮性の出力として帰る。間接路としては抑制性シナプスが3つあるので大脳皮質への出力としては抑制となる。運動ループとしては直接路は興奮性、間接路は抑制性である。しかしドーパミン刺激は直接路を賦活化し、間接路を抑制するため全体的として運動を賦活化する。

#### 運動ループモデルの意義
Alexander and Crutcherによる運動ループモデルはMinkにより解剖学的見解から周辺抑制（surround inhibition）という概念に発展した。随意運動で皮質が興奮した場合、直接と間接路ともに刺激される。直接路は黒質網様層/淡蒼球内節の狭い部分を抑制する。最終的に焦点性に皮質を興奮させるがこれは信号と雑音の比を高める作用があると考えられている。間接路は視床下核広範を興奮させ黒質網様層/淡蒼球内節の広い部分を興奮させる。これは皮質の意図した運動以外を抑制させる意味がある。この抑制を周辺抑制という。運動野の興奮によってまずは直接路によって目的の運動が行われ、遅れて間接路によって周辺抑制がかけられると考えられている。また一次運動野から直接視床下核（STN）へいく経路もありこれをハイパー直接路という。ハイパー直接路は広範な抑制をかける作用がある。

#### 運動ループモデルによる不随意運動の解析
Alexander and Crutcherによる運動ループモデルはヒトの基底核疾患による不随意運動をよく説明できる。
パーキンソン症候群
パーキンソン病を含むパーキンソン症候群では黒質緻密層（SNc）から線条体へのドーパミン作動性ニューロンの選択的変性がある。これは直接路を抑制し、間接路を賦活化するため皮質を抑制する。これが無動などの症状を生み出すと考えられている。パーキンソン病患者で視床下核（STN）が脳血管障害で障害されると無動が改善されることがある。これは視床下核（STN）を傷害すると黒質網様層(SNr)や淡蒼球内節(GPi)への入力が減少する結果、皮質の興奮が高まるからと考えられている。手術療法で視床下核（STN）や淡蒼球内節(GPi)の破壊や深部脳刺激が行われるのはこのメカニズムに基づくと考えられている。しかしこのモデルでは説明が困難な例も多数ある。
ヘミバリズム
ヘミバリズムは視床下核（STN）の脳血管障害でよくみられる。視床下核の障害は間接路障害となり大脳皮質の興奮性が高まる結果と考えられる。被殻（線条体の一部）の障害でもヘミバリズムは出現する。これも間接路障害となるからと考えられている。
舞踏病
間接路障害によるものと考えられている。特にハンチントン舞踏病では線条体から淡蒼球外節（GPe）への線維が選択的に脱落し間接路障害となることが知られている。
ジストニア
遺伝性ジストニアであるDYT3では黒質線条体ニューロンのドーパミン放出を抑制する線条体細胞の選択的な脱落が見られる。ジストニアはドーパミンの絶対的、相対的過剰の結果、直接路の過剰興奮などがおこると考えられている。遅発性ジストニアではドーパミン遮断によりレセプター感受性が亢進し相対的にドーパミン作用が高まるため起こると考えられている。

### 小脳
小脳の分類はいくつか知られているが小脳虫部（小脳内側部）、小脳中間部、小脳外側部という分類がよく用いられる。これは小脳皮質からの出力系、すなわち小脳核とよく対応する。小脳虫部（内側部）は室頂核に、小脳中間部は中位核に小脳外側部は歯状核に線維を送る。虫部は前庭核、赤核など脳幹下行路の一部から室頂核に入力線維を送り、再び脳幹の核である前庭核や網様核に投射し、近位筋の姿勢保持の筋の制御に関与する。小脳中間部は中位核から脳幹の神経核に（特に赤核）に出力される経路で遠位筋の運動制御に関与している。小脳外側部は歯状核から視床を介して運動皮質（運動野、一部の運動前野、前頭前野、頭頂葉）に投射している。大脳皮質から橋核（皮質橋路や錐体路とは別の線維）を通して小脳皮質に投射された線維が再び歯状核や視床を通じて大脳皮質にフィードバックする系がある。この系、皮質-小脳-皮質ループまたは小脳ループは、運動学習や運動技能獲得など随意運動の際、瞬時、瞬時に形成される運動プログラムの形成に関与し、スピードの調節に不可欠と考えられている（フィードフォワードコントロール）。

#### 小脳への入力

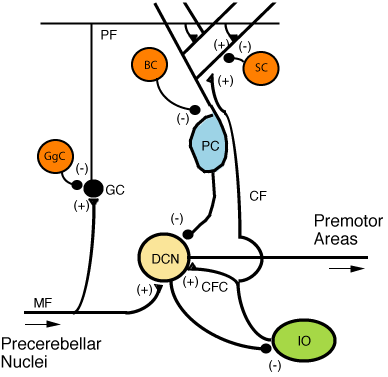
小脳における局所回路。興奮性のシナプスは (+) で表し、抑制性のシナプスは (-) で表す。
MF: 苔状線維.
DCN: 深部小脳核.
IO: 下オリーブ核.
CF: 登上線維.
GC: 顆粒細胞.
PF: 平行線維.
PC: プルキンエ細胞.
GgC: ゴルジ細胞.
SC: 星状細胞.
BC: 籠細胞.

小脳への入力は主としては大脳皮質、脊髄、前庭系からであり二箇所の中継核がある。これは橋核と延髄の下オリーブ核である。
橋核
橋核は主として大脳皮質、特に前頭葉や頭頂葉からの運動に関する入力を受け（皮質橋路）、中小脳脚の大きなふくらみとなり、苔状線維となって対側の小脳皮質に投射される。苔状線維は興奮性線維である。苔状線維はプルキンエ細胞に直接シナプスしないが顆粒層の顆粒細胞に投射する。顆粒細胞がプルキンエ細胞にシナプス接続する。
下オリーブ核
下オリーブ核からの入力は多種である。脊髄（脊髄オリーブ路）、運動野、上丘、前庭核、三叉神経核、被蓋前野から下オリーブ核へ入力する。下オリーブ核から下小脳脚を形成し登上線維となりおもに小脳の外側部に投射される。登上線維は興奮性線維でありプルキンエ細胞に直接シナプス接続する。登上線維によるプルキンエ細胞への強力な入力は苔状線維のミスを是正していると考えられている。

#### 小脳への出力
小脳皮質からの主要な出力はプルキンエ細胞であり、これはGABA作動性の抑制性ニューロンである。プルキンエ細胞への登上線維と顆粒細胞がグルタミン酸性の興奮性入力をしており、ゴルジ細胞、籠細胞、星状細胞がGABAによる抑制性入力をしている。プルキンエ細胞からの軸索は小脳深部の核群、室頂核、中位核、歯状核にシナプスさ出力線維が出される。小脳の大きな出力線維である上小脳脚は主として歯状核と中位核のからの線維で形成される。脳幹で上行線維と下行線維に分かれる。
歯状核から視床、運動野への出力
歯状核から出た上行線維は赤核を介し、あるいは直接に視床（VLp核、小脳視床）に中継されたあと主に運動野へ投射される。このルートは大脳皮質-下オリーブ核、橋核-対側の歯状核、中位核-対側の対側の赤核、視床-対側の対側の大脳皮質というループが形成される。この経路のため小脳症状は障害部位と同側に出現する。
歯状核から視床を介さない出力
歯状核から出た上行線維で赤核に入ったものは一部、下オリーブ核へ下向する。歯状核から直接下オリーブ核へ投射される線維もあり、直接路、間接路の関係になる。下オリーブ核から登上線維で小脳皮質に投射されるため、小脳皮質-中脳赤核-延髄下オリーブ核-小脳皮質というループが存在する。歯状核からの下行線維は橋や延髄の網様体、縫線核に終止するものもある。
中位核からの出力
中位核から出た上行線維は赤核に投射されその後対側の網様体に投射され赤核脊髄路を形成する。

## 不随意運動の種類

### 振戦（tremor）
振戦とは反復性のあるリズミカルな運動であり、身体の全体またはその一部がある平面をめぐって描く不随意な規則的なリズムの運動と定義されている。臨床所見による分類であり原因や機序に関しては問われていない。律動性の不随意運動として振戦とミオクローヌスは区別が難しいこともあるが運動の方向が一定していれば振戦、一定していなければミオクローヌスである。

#### movement disorder societyの分類
movement disorder societyの分類では安静時振戦、動作時振戦に分類され、動作時振戦は姿勢時振戦、運動時振戦、等尺運動時振戦に分類される。
安静時振戦 rest tremor
安静時に最も顕著に現れ、動作時に減弱ないし消失する。パーキンソン病で最も典型的に出現する振戦であり4～6Hzで規則的なふるえである。パーキンソン症候群以外に安静時振戦を生じる疾患は少ない。ラクナ梗塞、本態性振戦の一部、ジストニアの一部、視認性振戦などで認められる程度である。安静時振戦と動作時振戦の区別の仕方としては目標のある動作で振戦がどのように変化するかで区別できることが多い。安静時振戦では動作によって振戦の振幅は著しく小さくなったり消失するが、動作時振戦では振幅は不変かむしろ増大する。
動作時振戦 Action tremor
動作時振戦は姿勢時振戦（postural tremor）、等尺運動時振戦、運動時振戦（kinetic tremor）からなる。運動時振戦は企図振戦を含む。姿勢時振戦は上肢挙上位にたもつなど肢位を保つときに出現する振戦である。運動時振戦は運動時に認められる振戦である。目標のある運動時に起こる場合とあらゆる運動時に起こる場合がある。目標がある運動時のみに起こるのは小脳求心性、遠心性線維結合の障害が示唆される。

#### 機序も含めた振戦の分類
振戦の機序に関してはDeushlらは4つの機序をまとめた。末梢性の原因として、末梢の物理的な振動、脊髄の反射経路のでの振戦の2つが知られている。末梢の物理的な振動とは物質の重さ、硬さ、粘度などに規定された固有の振動である。振り子のようなものであり、短い振り子ほど早く揺れるため指では20Hz程、肘では3Hz程、肩では1～2Hzほどである。脊髄の反射経路で起こる振戦は二通り知られている。甲状腺機能亢進症や心因性振戦は正常な反射経路が亢進することによって振戦が出現する。また末梢神経障害特にCIDPなどでは反射リズムが障害されることで振戦が出現する。中枢性の原因としてDeushlらはペースメーカーが想定されるもの、小脳性振戦のようにfeedback and feedforward loop malfunctionの2つをあげた。中枢性の機序では中枢で作られたリズムが脊髄に伝えられて筋肉のリズムが規定される。末梢の重量負荷で動きの大きさは小さくなるが周波数には影響はしない。中枢のペースメーカーには2種類が知られている。一つはペースメーカー細胞が想定されるものであり、古典的な本態性振戦や口蓋帆振戦が代表疾患であり、下オリーブ核がペースメーカー細胞となる。下オリーブ核の細胞は振戦の発現前に仮性肥大がおこり、その後から振戦が出現する。肥大する過程で下オリーブ核内の細胞同士がgap junctionを作り、束になって多くの細胞が同期して発火できるようになり、この同期発火が網様体脊髄路を介して脊髄を刺激して振戦をが発生していると考えられている。もうひとつの機序が大脳基底核ループである大脳皮質－被殻－淡蒼球－視床－大脳皮質、小脳ループである大脳皮質－橋核－小脳皮質－小脳核－視床－大脳皮質が中枢神経内ループとなり大脳基底核疾患や小脳疾患の不随意運動に関与するというものである。もう一つのfeedback and feedforward loop malfunctionは小脳失調で測定過大があるときに認められる。測定過大を補正するための動きがまた測定過大となりというプロセスを繰り返して振動するようにみえるという機序である。もうひとつ第三の中枢性の機序として脳全体のシステムのゆらぎとして起こるという意見もある。
以上の機序を踏まえると振戦は以下のように分類できる。周期のおおよその目安としては遅い振戦とは概ね4Hz以下であり、中等度ならば4～7Hz、早い振戦は7Hz以上が目安となる。
| 診断                 | 周期           | 振戦の発現状況 | 有力な機序               |
| -------------------- | -------------- | -------------- | ------------------------ |
| 増強された生理的振戦 | 中、早い       | 姿勢時         | 様々な関与               |
| 古典的本態性振戦     | 中             | 姿勢時         | 下オリーブ核の発振源     |
| パーキンソン病       | 遅い～中       | 安静時         | 基底核ループのほか様々   |
| 小脳性振戦           | 遅い           | 姿勢時         | 様々な関与、失調症状     |
| Holmes振戦           | 遅い           | 安静時、動作時 | 小脳ループ、基底核ループ |
| 口蓋帆振戦           | 遅い、時に早い | 安静時         | 下オリーブ核の発振源     |
| ジストニア振戦       | 中             | 姿勢時、動作時 | 基底核ループ             |
| 起立性振戦           | 早い           | 姿勢時         | 脳幹の発振源             |
| 動作特異性振戦       | 中             | 動作時         | 様々                     |
| 末梢神経障害         | 中             | 姿勢時、動作時 | 異常な脊髄ループ         |
| 薬剤性振戦           | 中、時に遅い   | 様々           | 様々                     |
| 心因性振戦           | 中             | 姿勢時         | 脊髄ループなど           |
| 甲状腺機能亢進症     | 早い           | 姿勢時         | 脊髄ループ               |

増強された生理的振戦
生理的振戦があまりに大きく生活に支障が出る時は病的と考え治療の適応となる。機序は様々な関与が考えられる。広い意味では甲状腺機能亢進症や薬剤性振戦、アルコールのwithdrawalな振戦もこれに含まれる。
本態性振戦
本態性振戦は4Hz位の姿勢時振戦であり、安静時は出現しない。非進行性で、予後がよく、機序としては下オリーブ核の中枢性ペースメーカーにより生じていると考えられている。
パーキンソン病
パーキンソン病では典型的には4～9Hzの安静時振戦である。姿勢時には10Hzほどの早い振戦が認められることもある。筋電図では典型的には相反性がたもたれるが、時に同期して拮抗筋に筋電図が出現することがある。パーキンソン病の振戦の発生機序としては大脳基底核ループが中心になり、これを小脳ループが修飾していると考えられている。フーリエ解析による周波数分析では5Hz前後の周波数成分と10Hz前後の成分の両方を検出することがほとんどである。
Holmes振戦
3～4Hzのゆっくりとした振戦で、安静時も出現し姿勢時、動作時も出現する。従来、赤核振戦とか中脳振戦とよばれていた。小脳ループと基底核ループの両方の障害が必要である。
小脳性振戦
企図振戦をはじめとする小脳障害で出現する振戦である。5Hz以下の遅い振戦であり運動をしない限り出現しない。feedback and feedforward loop malfunctionの機序でおこる。
口蓋帆振戦
以前は口蓋帆ミオクローヌスと言われていたが、規則的な運動であることから近年は振戦と考えられている。睡眠中にも持続するのが特徴であり時に鼓膜張筋にも同時にこの動きがおこり、音が聞こえると患者が訴えることもある。Guillain-Mollarretの三角（ギラン・モラレの三角、下オリーブ核－歯状核－赤核）どこかの病変でおこることが多い。機序としては下オリーブ核がペースメーカーであり、この部位の肥大によって細胞間のgap junctionの連絡が強まり同期して発火するようになる。これによって周期的な運動が起こると考えられている。
起立性振戦
足に力が入っていると持続する下肢の振戦である。立っているだけで出現するリズムの早い振戦である。脳幹にペースメーカーがあると考えられている。
末梢神経障害性振戦
動作時に出現する振戦であり3～6Hzくらいの早さの振戦である。CIDPで起こりやすい。
心因性振戦
突然始まり、突然終わる。他の神経所見がない。distractionとして他のことに注意をむけると振戦が小さくなる。重量負荷すると多くの振戦は振幅が小さくなるのに対して心因性の場合は重いならばそれを動かそうとするためかえって運動が強くなるという特徴がある。

### ミオクローヌス (myoclonus)
ミオクローヌスの定義は突然起こり、素早い、電気的な中枢神経由来の不随意運動である。てんかんの痙攣を除外するために意識障害を伴わないという条件が加えられることもある。意識障害を伴わない持続性部分てんかんは定義上はミオクローヌスとなる。律動性の不随意運動として振戦との区別が難しいことがあるが、振戦は運動の方向が一定であるのに対してミオクローヌスは一定していないことが多い。またミオクローヌスの最も多いものはしゃっくりであり、これは横隔膜のミオクローヌスと考えられている。筋電図の記録はミオクローヌスの診断においては非常に重要である。ミオクローヌスの一部は100ms以下の持続の筋放電や筋電図の途切れがみられ、これだけ短い動きは随意的には作ることが出来ないため随意運動の鑑別にも重要である。他の付随運動でもここまで短いものはない。但し例外的に持続の長いミオクローヌスも存在する。原因疾患としてはアルツハイマー型認知症、CJD、低酸素脳症でよく認められる。鑑別で重要なものとしては線維束性攣縮とチックがあげられる。線維束性攣縮と末梢神経由来の病態であり筋肉の一部が収縮するが、ミオクローヌスは全体が収縮する。また線維束性攣縮は出現する筋肉が一定であるがミオクローヌスはランダムとなる。ミオクローヌスと診断したらそれが陽性ミオクローヌスか陰性ミオクローヌスかを検討する。その後部位は全身か一部の筋肉か、同期しているのかバラバラなのかを検討する。またミオクローヌスを誘発する原因に関しても検討する。

#### 症候学的ミオクローヌスの分類
反射性ミオクローヌス
体性感覚、視覚、聴覚などの刺激によって誘発されて局所または全身性に生じるミオクローヌスである。
動作性ミオクローヌス
姿勢保持または運動企図あるいは運動など能動的な筋収縮によって誘発されるミオクローヌスである。多くの場合は多巣性または全身性である。
陰性ミオクローヌス
能動的な筋収縮の習慣的な中断である。
自発性ミオクローヌス
代謝性ミオクローヌス、CJDなどで認められる。
律動性ミオクローヌス
軟口蓋ミオクローヌスや脊髄性ミオクローヌスが代表例である。

#### 機序も含めたミオクローヌスの分類
|           | 皮質性     | 周期性             | 脳幹網様体性         | 驚愕反応             | 固有脊髄路性 | 脊髄髄節性     |
| --------- | ---------- | ------------------ | -------------------- | -------------------- | ------------ | -------------- |
| 起源      | 大脳皮質   | 不明               | 脳幹                 | 脳幹                 | 脊髄         | 脊髄           |
| 分布      | 遠位       | 遠位、近位         | 近位、遠位           | 体幹、近位           | 体幹、近位   | 体幹、近位     |
| リズム    | 不規則     | 不規則、時に規則的 | 不規則               | 不規則               | 不規則       | 規則的         |
| 筋電図    | 短い       | 短い～長い         | 短い                 | 長い                 | 長い         | 長い           |
| 出現順    | 下行性     | 同期性             | 上下行性             | 上下行性             | 上下行性     | その部位で上下 |
| JLA       | spike      | sharp wave         | no                   | no                   | no           | no             |
| 速度(m/s) | 50～60     | 不明               | 50～60               | 10～20               | 5～10        | 不明           |
| 伝導路    | 皮質脊髄路 | 不明               | 網様体脊髄路（早い） | 網様体脊髄路（遅い） | 固有脊髄路   | no             |

自発性皮質性ミオクローヌス(spontaneous cortical myoclonus)
大脳皮質の細胞が発火したことが原因で生じる素早い動きである。多くは運動野が起源となる。リピドーシスなど全身性の代謝性疾患、薬物中毒、変性疾患といった脳全体に変化がおこる疾患から、脳局所の疾患でもこのミオクローヌスは起こる。この病態を疑った場合は脳波と表面筋電図検査は必須となる。脳波では、棘波や三相波などの原因疾患に対応した異常がみつかることもある。ポリグラフでは異常がはっきりしないときにjerk locked averagingというミオクローヌスを基準に脳波を加算する方法で解析すると筋電図と対側頭頂部の脳波で棘波が検知できることがある。このタイプのミオクローヌスは動作性ミオクローヌスであることが多いため、症状が出る状況を作って診察する必要がある。持続性部分てんかんもこの病態に含まれる。
皮質反射性ミオクローヌス(cortical reflex myoclonus)
自発性皮質性ミオクローヌスと同じ事が外からの刺激に対して出現する病態であり、原因疾患は同じであり全身性の代謝性疾患、薬物中毒、変性疾患から脳局所の障害まで様々である。皮質反射性ミオクローヌスを呈する患者はほとんど自発性皮質性ミオクローヌスを有している。反応を誘発する刺激としては触覚、光、音などがあげられる。強い刺激では健常人でも近位筋の驚愕反応など反射が起こるため注意が必要である。反射性ミオクローヌスが出るということは外部からの刺激入力に対する大脳皮質の反応が非常に大きく、それが原因となり筋放電が生じていると考えられる。SEPなど誘発電位検査では大脳皮質の巨大反応が確認できることが多い。
周期性ミオクローヌス(periodic myoclonus)
ほぼ一定の周期をもって安静時でも出現するミオクローヌスでCJD、亜急性硬化性全脳炎（SSPE）などで認められるものである。時に他の代謝性脳症などもこのタイプのミオクローヌスがみられる。全身の筋肉が同期して動くミオクローヌスで安静時から出現する。ミオクローヌスと同期して脳波では鋭波（周期性同期生放電、PSD）や複雑な形の同期生放電が認められる。ポリグラフ検査を行うこともある。筋電図では群発性放電のパターンであり、数百msの持続がある。CJDでは初期は数秒に1回の頻度でミオクローヌスが認められるが病気が進行すると頻度が減り、脳波も平坦となりミオクローヌスも出なくなる。SSPEでは病気の初期では数十秒に1回全身が同期するミオクローヌスが出現する。病気が進行するとミオクローヌスの頻度が増し、数秒に1回となる。そして最後はあまりミオクローヌスは出現しなくなる。脳波はいわゆる棘波ではなく複雑な波形を示し、波形も毎回変化する。
脳幹網様体性ミオクローヌス(reticular myoclonus)
脳幹網様体を起源とするミオクローヌスである。脳幹下部支配の顔面筋が先に発火し、その後で咬筋、頸筋と顔面筋より上位と下位の筋でミオクローヌスがおこる。Hallettらが低酸素脳症で観察した珍しいミオクローヌスである。
驚愕反応(startle response)
正常人でも認められる驚愕反応の域値が下がった状態である。CJD、SSPE、脳血管障害、アルツハイマー型認知症の末期などでも認められる。侵害刺激としては音の他、鼻や口先の触覚刺激が驚愕反応を誘発しやすい。
脊髄髄節性ミオクローヌス(segmental spinal myoclonus)
従来脊髄性ミオクローヌスと呼ばれていたものである。脊髄の局所性疾患で生じる不随意運動であり、どのような局所性疾患でもこの不随意運動は起こりえる。動きは周期性があり、振戦に近い動きである。0.3～1Hzほどのゆっくりとした動きであり、安静時にもあり睡眠中にも起こることがある。分布は1～3髄節に支配されている筋肉に限局しておこる。機序としては脊髄内部の抑制性介在ニューロンの機能障害と考えられている。
固定脊髄路性ミオクローヌス(propriospinal myoclonus)
脊髄のあるレベルから出現し、その上下にミオクローヌスが伝搬する病態である。胸髄レベルからはじまり上枝と下肢が次に反応する場合が多い。自発的に出現しない時は驚愕反応と区別が難しいこともある。
陰性ミオクローヌス(negative myoclonus)
陰性ミオクローヌスは肢位を保持している筋収縮が突然途切れるために電撃的な速い動きが認められる現象である。肝性脳症の羽ばたき振戦が代表例である。筋電図でもEMG silenceがおこるのが観察できる。座位で居眠りをしていて首ががくっと崩れるのも陰性ミオクローヌスと考えられる。

### ジストニア (dystonia)
持続的な筋緊張により、しばしば捻転性または反復性の運動や姿勢異常をきたす病態である。日本神経学会における正式用語はジストニーである。ジストニア研究班ではジストニアを以下のように定義している。「ジストニアとは中枢神経系の障害によって起因し、骨格筋の持続のやや長い収縮で生じる症候で、ジストニア姿勢とジストニア運動からなる、前者は異常収縮の結果としての異常姿勢、異常肢位であり、後者は異常収縮によるゆっくりとした運動であり、これらはその症例にとって定型的である。ジストニア姿勢は一時的であっても必ずみられる。ジストニアにより随意運動の遂行が様々な程度妨げられる。ジストニアは特定の随意運動時に出現し、あるいは著しく増強する場合があり、これを動作性ジストニアという。」とされている。責任部位としては大脳基底核、視床、視床下核などとされている。多くの中枢神経疾患のほか、薬剤性（L-DOPA、ドパミンアゴニスト、抗てんかん薬）、中毒、代謝性疾患などでも起こる。全身性ジストニアは遺伝性が多く遺伝歴も重要である。遺伝性ジストニアではDYT5は日本ではじめて報告され、瀬川病ともいわれる。ジストニアの治療として原因薬物の中止のほか、L-DOPAや抗コリン薬、筋弛緩薬が用いられることもある。

#### 特徴
定義だけではジストニアの特徴はわかりづらいため、いくつかの特徴を示す。
常同的筋収縮パターン
特定の患者におけるジストニアの異常姿勢または運動パターンは程度の差があっても一定であり、変換しない。痙性斜頚では昨日は左旋し今日は右旋するといったことは通常は起こらない（複数の姿勢異常を合併する場合は例外）。
動作特異性
特定の動作や環境によってジストニアの症候が出現したり、増悪したりする場合がある。職業性ジストニアなどが有名である。
感覚トリック
感覚刺激によってジストニアは消失することがあり、これを感覚トリックという。
オーバーフロー現象
ある動作の際に不必要な筋が不随意に収縮してジストニアを呈する現象である。
早朝効果
ジストニア患者ではしばしば起床時に症状が軽い。昼寝では軽快しないため睡眠による軽快ではないと考えられる。
フリップフロップ現象
ジストニアの症状が、何かをきっかけで（あるいは一見誘因なく）急に増悪あるいは軽快する現象をいう。

#### 局所性ジストニア
痙性斜頚、書痙、眼瞼痙攣が多い。
痙性斜頚
30～40歳で発症することが多い。いつも同じ方向に頚が曲がっている症状がある。重症では曲がっているために疼痛を訴える。
書痙
書字のときのみ出現するジストニアである。おかしな姿勢でペンをもち、無理に固定して筆圧が強くなっている。
眼瞼痙攣
高齢者に多く、閉眼すると力が入り開眼できなくなる。顔面領域広範に症状が出る場合はMeige症候群という。

#### 全身性ジストニア
遺伝性ジストニアは数多くの原因遺伝子が報告されている。小脳、脳幹でカルシウムチャネルIP3が機能しなくなると発症する。
DYT１（早発性常染色体優性PTD）
一次性捻転ジストニアのうち早発性で常染色体優性遺伝である。Oppemheimジストニアともよばれ最も症状が重篤であり発症年齢も高くほとんどの症例で28歳以前に発症する。通常片腕か片足で発症し全身性に移行する。原因はTORSINA遺伝子と考えられている。TORSINA遺伝子の産物は黒質でドーパミンシグナル伝達経路に関与する可能性が示唆されているがその機能はよくわかっていない。
DYT5（瀬川病またはドーパ反応性ジストニア、DRD）
発症は幼児期であり、初発症状は主に足であるが徐々に他の部分に広がる。このジストニアは定量量のL-DOPA投与に劇的に反応する。症状に日内変動があり睡眠によって症状は改善し、夕方から夜にかけて悪化する。常染色体優性遺伝でありGCH1遺伝子の機能喪失型変異が原因である。GCH1の機能喪失型変異による酵素活性の不足は黒質線条体のドーパミン作用ニューロンにおけるドーパミン減少を引き起こす。これがジストニアの原因と考えられている。

#### ジストニアの治療
内服薬
眼瞼痙攣や痙性斜頚ではメキシチレン1200mgが効果あるとされている。
MAB療法（muscle afferent block療法）
局所麻酔薬と純エタノールとを筋肉内注射する方法である。
ボツリヌス治療
ボツリヌス毒素を注射する。
手術治療
眼瞼痙攣では上眼瞼挙上術、痙性斜頚では選択的末梢神経斜断術などが知られる。

### ジスキネジア (dyskinesia)
不随意運動の要素としては舞踏運動、ジストニア、ミオクローヌスなどの色々なものを含んでいてそれらが混ざっている時にジスキネジアとよぶことが多い。異常運動を全般をジスキネジアと呼ぶこともあるし、薬剤性の不随意運動特に遅発性ジスキネジア(tardive dyskinesia)または遅発性症候群を指す場合もある。薬剤性の場合は神経弛緩薬で起こることが多いがパーキンソン病治療薬によるジスキネジアも存在する。また高齢者の口唇ジスキネジアはひとつの疾患として扱われる。薬剤性の場合は原因薬物の減量、その他の場合は舞踏病と同様に治療することが多い。レボドパ誘発性ジスキネジアにはアマンタジンが有効なことがある。

#### 神経弛緩薬によるジスキネジア
抗精神病薬は精神のみならず神経機能にも強い影響をもち、薬剤誘発性パーキンソニズムを起こすことから神経弛緩薬（neuroleptics）と呼ばれるようになった。全ての神経弛緩薬はドーパミン受容体をブロックする薬物（dopaminne receptor blocking agents DRBA）であることが後に判明した。PETやSPECTによる検討ではハロペリドールやフルフェナジンといった錐体外路症状が強い薬物では80％以上のD2受容体遮断作用があるとされている。クロザピンやクエチアピン、オランザピンはD2受容体よりもむしろD4受容体に親和性が高いため非典型神経弛緩薬に分類される。薬物誘発性パーキンソン症候群や遅発性症候群をおこす頻度が低いのはD2親和性が低いこと、セロトニン系の遮断が錐体外路症状発現に有効との説もあるが詳細は不明である。神経弛緩薬によりD2受容体が遮断されると、視床のニューロンは抑制を受け、皮質の興奮性が低下しパーキンソン症候群が生じると考えられている。神経弛緩薬を投与し続けることでD2受容体の数が増加し、ドーパミンに対して過敏になる。メカニズムは不明だが神経弛緩薬の投与が続くとD1受容体も過敏になる。D1受容体、D2受容体ともに過敏になることが遅発性ジスキネジアの発生に関与していると考えられている。
以下にDRBAとしてよく知られた薬物と代表的なDRBAの副作用をまとめる。
| 分類                 | 薬物（商品名） |
| -------------------- | --- |
| フェノチアジン誘導体 | クロルプロマジン（ウインタミン®、コントミン®）、トリフロペラジン（トリフロペラジン®）、フルフェナジン（フルメジン®）、ペルフェナジン（トリオミン®、トリラホン®、ピーゼットシー®）、プロクロルペラジン（ノバミン®）、プロメタジン（ピレチア®）、チオリダン（メレリル®） |
| チオキサンテン誘導体 | クロルプロチキセン、チオチキセン |
| ブチロフェノン誘導体 | ハロペリドール（セレネース®）、ドロペリドール、スピロペロン（スピロペタン®）、チミペロン（トロペロン®） |
| ベンズアミド誘導体   | メトクロプラミド（プリンペラン®）、スルピリド（ドグマチール®）、チアプリド（グラマリール®） |
| 非定型群高力価       | リスペリドン（リスパダール®） |
| 非定型群中～低力価   | クロザピン（クロザリル®）、クエチアピン（セロクエル®）、オランザピン（ジプレキサ®）、ペロスピロン（ルーラン®） |
| 三環系               | アモキサピン（アモキサン®） |

急性ジストニア（Acute dystonic reaction）
DRBAを開始して最初に起こる反応であり、90％は5日以内に起こる。ハロペリドールのようなドーパミン遮断効果の強い薬物では40％で生じる。若年者や精神症状が重篤なほど出現しやす行く抗コリン薬（例えばアキネトン®など）の前投与で発症のリスクが減らせる。急性ジストニアの反応は眼（oculogyric crisisといい、眼球が上転する発作が起こる）、顔面、顎、舌、頸部、体幹に起こり、四肢には少ないとされる。原因薬物の中止が症状を消失させる最善の方法であるが、抗コリン薬や抗ヒスタミン薬の非経口投与で寛解することもある。ベンズトロピン1～2mgやジフェンヒドラミン50mgを静注し30分たっても効果がなければ繰り返す。最終投与から24～48時間以内に軽快する。
急性アカシジア
アカシジアは極度に落ちつきのない行動を意味する。身体の中から何か飛び出しそうな不安感、動かざるをえないという環状を伴い、動くことで感情は緩和される。DRBAによる副作用で最も多く認められる。進行期のパーキンソン病、コカイン中毒、SSRIの副作用などでおこる。DRBAによるアカシジアは急性と慢性の2つが知られており、治療法が異なるので注意が必要である。急性アカシジアの治療法としてはプロプラノロール80mg/day以下の投与やクロニジン、アマンタジンなどの有効性の報告がある。
薬剤性パーキンソン症候群
抗コリン薬やアマンタジンが治療薬として用いられる場合が多い。ドパミンアゴニストやL-DOPAの効果に関しては不明な点が多い。
悪性症候群
悪性症候群では原因となったDRBAを速やかに中止し、ダントロレン、ブロモクリプチン、L-DOPAなどを投与する。
|              | 症状、所見                               | 多発時期   | 治療                                                                                         |
| ------------ | ---------------------------------------- | ---------- | -------------------------------------------------------------------------------------------- |
| 急性反応     | 急性ジストニア、急性（亜急性）アカシジア | 1～5日     | ベンズトロピン、ジフェンヒドラミン、アマンタジン、プロプラノロール、ロラゼパム、クロナゼパム |
| 中毒症状     | 薬物誘発性パーキンソニズム               | 5～30日    | 抗コリン薬、アマンタジン、ベンズトロピン、ジフェンヒドラミン                                 |
| 悪性症候群   | カタトニー、昏睡、ミオグロビン尿         | 5～60日    | 投薬の中止、十分な補液、ダントロレンナトリウム                                               |
| 遅発性症候群 | 多彩                                     | 6ヶ月～1年 | 対症療法やDBS                                                                                |

#### 遅発性症候群(tardive syndrome)
遅発性症候群はDRBAを長期に投与された場合に副作用で起こる症候群である。代表例は遅発性ジスキネジア (tardive dyskinesia)である。遅発性症候群の診断基準としては以下の3点が重要とされている。第一に不随意運動を伴う、第二に少なくとも1つ以上のDRBAの投与歴が6ヶ月～1年以内である。第三に薬剤を中止しても少なくとも1ヶ月は症状が残存するという三点である。遅発性症候群とDRBAの関係としては遅発性症候群はDRBAを中止するとしばしば悪化が見られる。特に急に投与を中止して生じる舞踏運動様の不随意運動はwithdrawal emergent syndromeといわれる。DRBAを増量すると遅発性症候群が抑えられることがある。ドーパ作動薬で悪化することもある。これらの特徴から遅発性症候群はドーパミン受容体の過敏性に起因すると考えられている。
遅発性ジスキネジアをはじめとする遅発性症候群の治療のポイントは以下のようにまとめられる。もし臨床的に可能ならば原因となっているDRBAをゆっくり減量し、中止する。可能ならば新たな投薬は避け、自然寛解をまつ。とくにジスキネジアが軽度であり、アカシジアやジストニアがない場合は待てることが多い。治療が必要な場合は最初にドーパミン枯渇作用のあるレセルピン（5～8mg/day）やテトラペナジン（TBZ）、αメチルpチロシン（AMPT）を使用する。副作用のうつ症状やパーキンソン症候群には抗うつ薬やパーキンソン病治療薬を用いる。次にDRBAを非定型抗精神病薬であるクロザピンやクエチアピンを試みる。もし無効ならば少量のドーパミンアゴニストを使用する。その目的はシナプス前のドーパミン受容体を賦活しドーパミン産出を減らすためである.ジストニアには抗コリン薬を使用する。アカシジアにはECTを考慮する。以上の治療が全て無効ならば視床破壊術や淡蒼球破壊術がジスキネジアやジストニアでは検討される。DBSなども検討される。
| 症状                                                                 | 名称                                                     |
| -------------------------------------------------------------------- | -------------------------------------------------------- |
| 口、頬、口唇部に多い、繰り返すようなほとんどリズミックな紋切り型運動 | 古典的遅発性ジスキネジア（口、頬、口唇部）、遅発舞踏運動 |
| ジストニア性運動や異常姿勢                                           | 遅発性ジストニア                                         |
| 異常感覚に基づく、落ち着きのない、静坐不能な行動                     | 遅発性アカシジア                                         |
| 眼球回転発作                                                         | 遅発性眼球回転発作                                       |
| その他                                                               | ミオクローヌス、振戦、チック                             |

古典的遅発性ジスキネジア
常同性があり、いつも同じパターンの持続的な動きを繰り返すのが特徴である。口、頬、口唇部で多い。動きとしてはジストニア、ミオクローヌス、振戦、チックなどが混合した形である。
遅発性ジストニア
症状は特発性ジストニアと同じである。
遅発性アカシジア
症状は急性アカシジアと同じである。

#### パーキンソン病治療薬によるジスキネジア
peak-dose dyskinesia
薬の作用が効き過ぎた時に出現するジスキネジアである。舞踏運動やジストニアに近い。
off-period dyskinesia/dystonia
長期間の薬剤投与後に出現するものでoff-period dystoniaが多い。
diphasic dyskinesia（二相性ジスキネジア）
投薬のあと、薬が効き始める時と薬が切れかかるときの2回症状が出現するもので持続時間は10～20分と短い。薬剤の作用が安定するまでの間の短い時間だけ受容体の興奮性が変化して起こると考えられている。

#### 口唇ジスキネジア
口唇ジスキネジアまたは口舌ジスキネジアは口周囲の顔面筋、咀嚼筋および舌筋に出現する比較的早いなめらかな不随意運動であり口腔内に大きなサイズの食べ物を含みもぐもぐさせるような運動や、舌を出して引っ込める、舌で口唇をなめる、顔をしかめるといった動きである。舞踏病の範疇とかんがえられる。血管障害や遅発性ジスキネジアの機序で出現することが多い。

#### 発作性ジスキネジア
発作性ジスキネジアは舞踏運動、アテトーゼ、バリズム、ジストニアなど様々な運動の組み合わせで起こる発作性の運動異常症である。かつてはてんかんの一種とも考えられていた。しかし発作中に脳波異常もみられず、意識も保たれ運動がジストニア、舞踏運動、アテトーゼといった錐体外路症状を示すことてんかんの範疇には含めない。染色体異常部位がてんかんや片頭痛など発作性疾患の異常部位の近傍にあるため、発作性疾患との関連が指摘されている。以下の4種類の発作型が知られる。
- 発作性運動誘発性ジスキネジア
- 発作性非運動誘発性ジスキネジア
- 発作性労作誘発性ジスキネジア
- 発作性睡眠誘発性ジスキネジア

### 舞踏運動 (chorea)
リズム、出現部位、パターンとも不規則で、顔、体幹、上枝、下肢いずれにも症状が出現する。動きそのものは正常人が真似できる随意運動と同等の性質のものである。ハンチントン舞踏病にみられる動きが典型的な舞踏病である。運動の特徴としては早さはミオクローヌスほど早くなく、アテトーゼほど遅くない。筋電図では50～200ms持続する筋放電が認められる。これはミオクローヌスとアテトーゼ、ジストニアの間の値である。発生機序は大脳基底核回路の間接路が障害される。直接路を介しての動きが出すぎてしまうためと考えられている。具体的には尾状核、被殻またはその繊維結合、視床下核またはその繊維結合、中脳被蓋の3箇所の他、内側毛帯発症の報告がある。非常に多くの疾患でこの症状が出現する。ハンチントン舞踏病、歯状核赤核淡蒼球ルイ体萎縮症（DRPLA）など遺伝性疾患、糖尿病、SLEなどで起こりえる。ジスキネジアが似た動きをするため薬剤投与歴の確認も必要である。

### バリスム (ballism)、バリスムス (ballismus)
最も激しい動きの不随意運動であり自分では止めることはできない。動きの激しさのため心不全や骨折など外傷を起こすことがある。手や足などを投げ出すような動きと表現する。改善過程では症状が軽減すると舞踏運動様の動きを示すことが多い。多くの場合は片側の上下肢に出現し、ヘミバリスムといわれる。この時の責任病巣は対側の視床下核である。視床下核の病変によって大脳基底核の間接路が障害され、直接路優位になり視床、運動野系に促通効果が出現し、過剰に運動が生じるという機序が想定される。この機序は舞踏運動の機序と同様であり症状が軽減すると舞踏運動になるという臨床経過と一致する。原因疾患は視床下核の出血のほか、糖尿病性昏睡などでもおこる。

### アテトーゼ (athetosis)
アテトーゼの語源は位置を保てない、肢位を保てないということである。したがって、位置に一定の位置に身体を保つことができず、常にゆっくりと手足や身体が動いている状態である。動きは遅い動きで不規則であり、タコ足のように動いている。筋電図では1～3秒という長い時間持続する筋電図が出ている。脳性麻痺の患者でしばしば認められる。偽性アテトーゼが鑑別として重要である。偽性アテトーゼは深部感覚障害によって同様の動きが生じることであり閉眼で症状が悪化するのが特徴である。アテトーゼをみたら薬剤内服の確認、閉眼での症状の変化、深部感覚障害の有無の確認が重要となる。

### 攣縮 (spasm)
攣縮とは持続時間をもった断続的に起こる異常な筋収縮状態である。
テタニー
末梢神経の異常興奮によって生じる筋の異常収縮である。低カルシウム血症、低マグネシウム血症、アルカローシスで出現する。
テタヌス
破傷風の破傷風毒素による症状である。

### 筋痙攣 (cramp)
制御できない筋の短縮と筋の硬直を伴う激しい痛みである。攣縮との大きな違いは痛みを伴うかという点が一番大きい。筋攣縮はこむら返りとして日常的に経験できる。筋攣縮を起こしやすい全身性疾患や神経疾患も知られている。
stiff-person syndrome
主に成人に発症し、持続性の全身性筋硬直と発作性の有痛性筋痙攣を主症状とするまれな疾患である。下肢近位筋と傍脊柱筋が主に障害される。睡眠中は筋硬直しない。抗GAD抗体が陽性となる。

### ミオキミア (myokymia)
筋の小部分の自発的収縮が反復し、あたかも隣接する部分が次々と収縮することによって波立つように見えたり、皮下を虫が這いまわっているようにみえたりするものである。アイザックス症候群またはニューロミオトニアは四肢の筋硬直、筋収縮後の弛緩困難などの症状が知られ、抗VGKC抗体が原因として知られる。

## 心因性不随意運動
心因性不随意運動にはいくつかの特徴が知られている。まずは突然発症し突然止まることがあげられる。特に分単位で消失する時は心因性である可能性が高い。また他の異常神経所見がなく非進行性の経過であることも心因性では多い。不随意運動のパターンが奇妙であり変動しやすい。他の心因性の神経症状とも同様であるが、人が見ていないときには症状が出ていない、他のストレスで運動のパターンが変わりやすく、心因性の要因が思い当たるなども特徴的である。症状の変化を誘発する手技で症状が変化するdistractionという現象もよく知られている。これは症状が出ている手と反対の手を他の動きをさせると、正常側の動きにつられて不随意運動のパターンも正常側の動きに近づいてしまう現象である。心因性振戦で重量負荷をかけた時にかえって振戦が増強するのも同様の機序と考えられる。

## 表面筋電図
不随意運動では動きの速さ、頻度、大きさ、律動性あるいは規則性の有無、出現部位、分布、出現状態（安静時、姿勢時、動作時）、影響因子（睡眠、精神的緊張、意思による抑制効果）などで分類される。筋電図としては多数のMUPグループから構成されるため群化放電をおこす。ひとつひとつのMUPを評価する場合は針筋電図で検査を行う。不随意運動に伴う群化放電の評価項目としては以下の5つが知られている。
記録されている筋の状態
安静時、姿勢時、動作時に関する情報。
群化放電のパラメータ
持続、振幅、周期、出現頻度、律動性、規則性の有無など。
主動筋、拮抗筋間の相反性または同期性の有無
主動筋の放電中に拮抗筋の放電が認められない場合は相反性ありとし、同時に放電している場合は同期性ありとする。
群化放電の出現部位

出現部位間の同期性の有無
| 不随意運動             | 頻度（Hz） | 持続時間（s） | 規則性 | 相反性 | 同期性 | 分布                       |
| ---------------------- | ---------- | ------------- | ------ | ------ | ------ | -------------------------- |
| 線維束攣縮             | 1～30      | 0.02以下      | -      | -      | -      | 全身                       |
| ミオクローヌス（狭義） | 1～20      | 0.1以下       | -      | -      | -～+   | 全身                       |
| 周期性ミオクローヌス   | 1～5       | 0.1～1.0      | +      | -      | +      | 顔面、四肢、通例両側       |
| 律動性ミオクローヌス   | 2～3       | 0.07～0.15    | +      | +～±   | -～±   | 口蓋、喉頭、横隔膜、四肢   |
| パーキンソン振戦       | 4～6       | 0.05～0.1     | +      | +      | -      | 四肢、頸部                 |
| バリスム               | 0.5～2     | 0.2～1.5      | ±      | ±      | +      | 上下肢近位、通例片側       |
| 舞踏病                 | 0.4～1.5   | 0.1～1.0      | -      | ±      | -      | 顔面、頸部、体幹、四肢近位 |
| アテトーゼ             | 0.1～0.3   | 1.0～3.0      | -      | -      | +      | 四肢遠位                   |
| ジストニー             | 持続性     | 3.0以上       | -      | -      | +      | 顔面、頸部、四肢           |